# Ремастикација и реинсаливација код преживара
Ремастикација и реинсаливација, представљају другу и трећу фазу у процесу преживања код преживара и оне се настављају одмах након прве фазе, регургитације. Трајање регургитације зависи од количине враћеног залогаја. Ремастикација је темељна и полагана, те се јако разликује од жвакања при узимању хране. Док чврсти део болуса бива детаљно сажвакан, течни део залогаја, који је вишак регургитованог садржаја, гута се у малим гутљајима, после првих неколико покрета жвакања. 
Број покрета жвакања у току једног циклуса у просеку износи 40-70 (говече 30-60, а овце 50-70) по једном залогају, док временски жвакање траје половину до три четвртине минута. Код поремећаја функције желуца често се количина враћеног садржаја смањује, што доводи и до редукције броја покрета жвакања. Ова појава се користи и у дијагностичке сврхе.
Реинсаливација се разликује од инсаливације при узимању хране по томе што подвиличне жлезде не луче пљувачку, док заушне и подјезичне жлезде стално луче пљувачку. Пошто је жвакање хране једнострано, заушна жлезда дотичне стране појачава лучење, док га она са супротне стране смањује.